# Boječnice
Boječnice (německy Woschnitz) jsou malá vesnice, část města Bor v okrese Tachov v Plzeňském kraji. Nachází se asi čtyři kilometry jihovýchod od Boru. Prochází zde silnice II/200. Boječnice jsou také název katastrálního území o rozloze 5,86 km². V katastrálním území Boječnice leží i Nový Dvůr.

## Historie
První písemná zmínka o vesnici pochází z roku 1115.

## Obyvatelstvo
| Rok            | 1869 | 1880 | 1890 | 1900 | 1910 | 1921 | 1930 | 1950 | 1961 | 1970 | 1980 | 1991 | 2001 | 2011 | 2021 |
| -------------- | ---- | ---- | ---- | ---- | ---- | ---- | ---- | ---- | ---- | ---- | ---- | ---- | ---- | ---- | ---- |
| Počet obyvatel | 153  | 137  | 117  | 138  | 127  | 110  | 115  | 71   | 64   | 54   | 50   | 40   | 44   | 53   | 50   |
| Počet domů     | 27   | 27   | 24   | 24   | 23   | 22   | 22   | 18   | 18   | 14   | 16   | 15   | 16   | 16   | 16   |

## Obecní správa
Při sčítání lidu v letech 1850–1963 Boječnice byly samostatnou obcí v okrese Tachov. Od roku 1964 jsou částí města Bor v okrese Tachov. V letech 1950–1963 k obci patřil Nový Dvůr.